# Mapalé
Der Mapalé ist ein kolumbianischer Tanz, welcher ursprünglich von den afrikanischen Sklaven aus Guinea überliefert wurde. Der Name stammt vom Wort „Fisch“ ab. Der Tanz enthält Bewegungen aus dem damaligen Arbeitsalltag der Sklaven wie zum Beispiel das Fischen oder das Goldwaschen. Er ist wegen der aufreizenden und erotischen Bewegungen der Frauen bekannt.